# Franz Wieting
Franz Wieting (* 27. Oktober 1876 in Bremerhaven; † 20. Februar 1966 in Lippstadt) war ein deutscher Marineoffizier, zuletzt Vizeadmiral der Kriegsmarine im Zweiten Weltkrieg.

## Karriere

### Kaiserliche Marine und Erster Weltkrieg
Franz war der Sohn und jüngstes Kind des Reeders Julius Bernhard Hermann Wieting (4. Juni 1835 – 30. Januar 1895) und dessen Gemahlin Antoinetta Juliana Henriette, geb. Flimmen. Einer seiner älteren Geschwistern war der Sanitätsoffizier Julius Menno Wieting Pascha.
Er trat am 2. April 1895 als Kadett in die Kaiserliche Marine ein. Er absolvierte die Grundausbildung und anschließend die Basisausbildung bis zum 6. April 1897 auf der als Schulschiff genutzten Gedeckten Korvette Stosch. Daraufhin kam er zur weiteren Ausbildung an die Marineschule in Kiel. Am 2. Oktober 1898 wurde er zum Unterleutnant zur See ernannt. Ab dem 1. Oktober 1898 versah er Dienst auf der Panzerkorvette Baden und diente ab dem 21. Oktober 1898 als Adjutant auf dem Linienschiff Kaiser Friedrich III. Am 1. Januar 1899 wurde Wietings Dienstgrad in Leutnant zur See umbenannt. Ab dem 1. Oktober 1900 diente Wieting dann kurzzeitig in der Nautischen Abteilung des Reichsmarineamtes, bevor er am 12. Dezember 1900 auf dem Dampfer Darmstadt nach Sydney aufbrach. Dort übernahm er nach seiner Ankunft am 1. Februar 1901 die Position des Wachoffiziers und Adjutanten auf dem als Vermessungsschiff genutzten Kanonenboot Möwe. Am 23. März 1901 wurde er zum Oberleutnant zur See befördert. Anschließend an diese Verwendung kehrte Wieting nach Deutschland zurück und wurde ab dem 8. Februar 1903 zur Verwendung der I. Marineinspektion gestellt. Es folgte ab dem 11. April 1903 eine Dienststellung als Inspektionsoffizier an der Marineschule sowie ab dem 1. Oktober 1904 als Kompanieoffizier beim I. Torpedobataillon. Während dieser Dienstzeit tat Wieting mehrfach wochenweise Dienst als Kommandant auf verschiedenen Großen Torpedobooten und war zu Schulungen auf verschiedene weitere Schiffe kommandiert. Am 30. März 1906 erfolgte die Beförderung zum Kapitänleutnant. Vom 1. Oktober 1906 bis zum 30. Juni 1907 absolvierte Wieting dann den ersten Teil der Ausbildung an der Marineakademie und wurde anschließend als Kompanieoffizier der 1. Matrosendivision eingesetzt. Es folgte eine kurze Verwendung vom 1. April bis zum 30. September 1907 als Segeloffizier auf der Yacht Orion, bevor er anschließend den zweiten Teil der Marineakademie-Ausbildung absolvierte. Am 1. Oktober 1908 wechselte Wieting dann als Wach- und Torpedo-Offizier auf das Linienschiff Lothringen und diente anschließend ab dem 1. Oktober 1909 als Kompaniechef in der 1. Torpedodivision und Kommandeur der IV. Torpedoboot-Reserve-Halbflottille. Während dieser Dienstzeit war Wieting darüber hinaus auch zeitweise als Chef der IV. Torpedoboot-Halbflottille eingesetzt. Ab dem 1. Oktober 1912 war Wieting dann Kompaniechef in der I. Werftdivision. Am 18. November 1912 folgte dann die Beförderung zum Korvettenkapitän und am 18. März 1913 die Dienststellung als Erster Offizier auf dem Schulschiff Württemberg. Bei Ausbruch des Ersten Weltkriegs wurde Wieting dann zunächst ab dem 6. August 1914 Kommandant des Torpedoboots V 25, wobei er zugleich ab September zum Führer der VI. Torpedoboots-Flottille ernannt wurde. Am 20. April 1915 wechselte er noch auf die Chefposition der X. Torpedoboots-Flottille. Am 23. März 1917 wurde Wieting dann zum 1. Admiralstabsoffizier in den Stab des Befehlshabers der Aufklärungsstreitkräfte der Ostsee berufen. Ab dem 17. Dezember 1917 war er Mitglied der Waffenstillstandskommission in Riga und wurde anschließend als Chef des Stabes der Waffenstillstandskommission in Sewastopol, als Stabschef der Nautisch-Technischen Kommission und des Marinekommandos im Schwarzen Meer eingesetzt. In diese Dienststellungen erlebte er auch das Kriegsende.

### Reichsmarine
Nach kurzer Beurlaubung diente Wieting dann ab dem 25. Januar 1919 als Berater des Reichsmarineamtes bzw. ab dem 15. Juli 1919 der Admiralität und war danach ab dem 4. Oktober 1919 kurzzeitig Stellvertretender Inspektor des Marine-Abschnitt-Kommandos 2 in Pommern. Am 29. November 1919 wurde Wieting dann zum Fregattenkapitän befördert. Ab dem 11. Januar 1920 führte Wieting dann die Marinedienststelle der Admiralität (ab dem 11. März 1921 der Marineleitung) in Stettin und wurde in dieser Dienststellung bereits am 8. März 1920 zum Kapitän zur See befördert. Am 15. Oktober 1923 wurde Wieting dann Kommandant des Linienschiffs Braunschweig und anschließend ab dem 10. Januar 1925 Befehlshaber der leichten Seestreitkräfte der Nordsee, welcher aus dem Befehlshaber der Seestreitkräfte der Nordsee hervorgegangen war und im April 1925 auch wieder den Namen erhielt. Ab dem 1. Mai 1925 tat Wieting dies als Konteradmiral. Bis September 1925 war er Befehlshaber der Seestreitkräfte der Nordsee und wurde anschließend Befehlshaber der Seestreitkräfte der Ostsee. Am 16. März 1927 wurde Wieting dann schließlich zur Disposition des Chefs der Marinestation der Ostsee gestellt und am 30. März 1927 mit der Verleihung des Charakters eines Vizeadmirals pensioniert.

### Kriegsmarine
Im Vorfeld des Zweiten Weltkriegs wurde Wieting am 24. Mai 1939 zur Verfügung der Kriegsmarine gestellt. Am 12. Mai 1941 wurde er zum Seniordirektor der Kriegsmarinewerft in La Pallice ernannt. Am 1. Dezember 1941 wurde Wieting dann erneut zur Disposition des Kommandierenden Admirals der Marinestation der Ostsee gestellt und nach Beförderung zum Vizeadmiral z. V. am 1. Februar 1942 am 28. Februar endgültig pensioniert.